# Вітовський Дмитро Дмитрович (батько)
Дмитро́ Дми́трович Віто́вський (літ. псевдонім— Гнат Буряк; 8 листопада 1887, с. Медуха, Станиславівський повіт, Королівство Галичини та Володимирії, Австро-Угорщина, нині Галицький район, Івано-Франківська область, Україна— 2 серпня 1919, Ратибор, Сілезьке воєводство, Польща)— український громадський, військовий та політичний діяч часів Габсбурзької монархії, військовик і літератор, письменник, сотник Легіону Українських січових стрільців, полковник УГА, начальний командант Львова, один з організаторів Української галицької армії. Державний секретар військових справ ЗУНР. Як впливовий військовий й політичний діяч відіграв важливу роль в затвердженні владою ЗУНР акту злуки між УНР й ЗУНР.
Батько Дмитра Вітовського, поручника УПА.
Відповідно до українського законодавства може бути зарахований до борців за незалежність України у XX сторіччі.

## Життєпис
Народився 8 листопада 1887 року в дрібношляхетській родині в селі Медуха Станиславівського повіту. Навчаючись у Станиславівської гімназії, належав до таємничого українського самоосвітнього гуртка, який певний час очолював. Випускник правничого факультету Львівського університету .
Дмитро Вітовський був членом Головної управи Української радикальної партії, організатор «Січей», голова драгоманівської таємної організації, один із найактивніших провідників студентської молоді. Брав участь у боротьбі за створення українського університету, розробив план звільнення з в'язниці Мирослава Січинського, котрий здійснив замах на намісника Галичини графа Андрія Потоцького. За активну політичну діяльність був засуджений та позбавлений старшинського ступеня австрійської армії, якого отримав 1908 року. 
1 липня 1910 року був ув'язнений за участь у протестах у Львівському університеті за утворення окремого вишу для українців. Осуджений в 1911 році строком на місяць, згодом амністований. Взимку 1912 року був відрахований з Львівського університету. Закінчував навчання Краківському університеті. Брав активну участь у створенні «Січей», а згодом УСС.

### В Легіоні УСС

Старшини УСС, зліва направо: Петро Дідушок, Осип Навроцький, Дмитро Вітовський, Іван Роґульський, Михайло Матчак

Старшини 2-го куреня УСС, березень 1915, біля Славська. Зліва направо передній ряд: Дмитро Вітовський, Антін Зелений, Степан Шухевич (позаду), Кость Мацюрак, Роман Гаванський, Августин Беляй

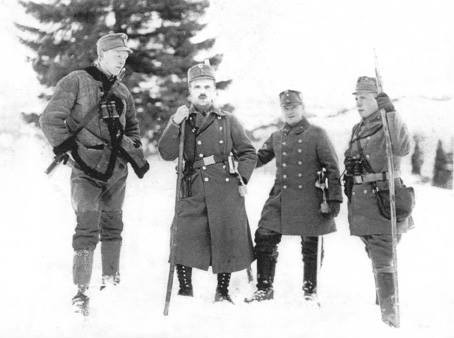
Старшини сотні Вітовського, зліва направо: Григорій Трух, Дмитро Вітовський, Омелян Левицький, Григорій Іваненко

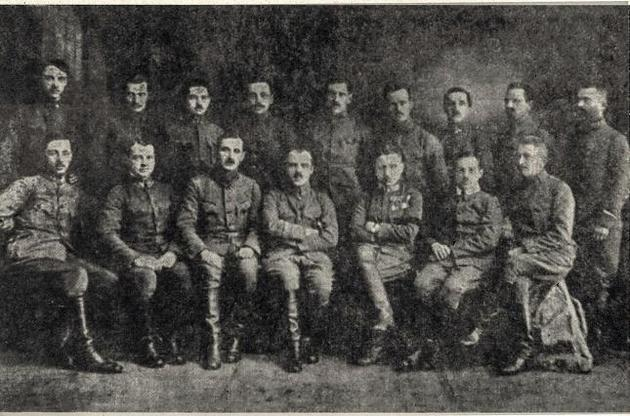
Державний секретаріат військових справ ЗУНР, лютий 1919.
Сидять зліва направо Володимир Бемко, Орест Підляшецький, Петро Бубела, Дмитро Вітовський, Ростислав-Едмунд Білас, Никифор Гірняк, Роман Шипайло.
Стоять зліва направо Нестор Гаморак, Юліан Буцманюк, Теодор Сивак, Гриць Герасимович, Остап Бородієвич, Семен Магаляс, Володимир Тимцюрак, Василь Панчак, Іван Боберський

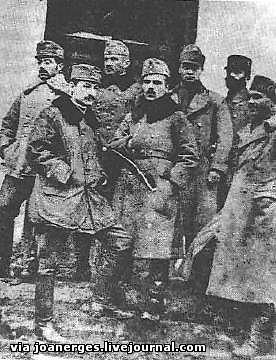
Група старшин УГА (зліва направо): отаман Н. Гірняк, поручник В. Старосольський, чотар М. Саєвич, полковник Д. Вітовський, чотар М. Гаврилко, І. Боберський, сотник О. Семенюк, до 2.08.1919

Від початку Першої світової війни, зі серпня 1914 р., Дмитро Вітовський — сотник у легіоні Українських січових стрільців, член Української бойової управи, співзасновник Стрілецького фонду.
В легіоні УСС, куди був переведений з австрійського війська, перебував із серпня 1914 року, командир однієї з найкращих сотень напівкуреня Шухевича.
У жовтні сотню Вітовського підпорядкували генералу Леману, командиру восьмої кінної дивізії, яка брала участь у жовтневому наступі Австрійських військ на Галичині. Наступ здійснювали в напрямі з Ужка до Старого Самбора. За словами самого Вітовського це пов'язання з кіннотою було не надто вдалим:
| «Важко навздігнати її, та ще й нами як єдиною піхотною частиною закривали всі діри». |
Згодом сотня Вітовського брала участь у боях під Туркою та Нагуєвичами, де заледве не потрапила до російського полону.
Сотник Вітовський пройшов усі бої УСС у Карпатах, відзначився у визволенні Семиківців і Бурканів. За перемогу на Маківці нагороджений медаллю «За хоробрість». 28 червня 1915 р. був призначений комендантом здобутого у боях княжого Галича. За його розпорядженням на ратуші було піднято синьо-жовтий прапор. Після поранення в ногу його перевели на Волинь, де разом із четарями Миколою Саєвичем та Михайлом Гаврилком було організовано одинадцять українських народних шкіл.
Дмитро Вітовський був стрілецьким ідеологом та одним із неформальних лідерів УСС, ініціатором стрілецького фонду.
В 1916–1917 рр. разом із четарями Миколою Саєвичем і М. Гаврилком організовував українське шкільництво на Волині, а в 1918 — на Поділлі. У період Української держави деякий час був комендантом Жмеринки, де послідовно здійснював організаційну діяльність зі створення українських державних органів влади. Дмитро Вітовський був одним з ідеологів стрілецької політичної думки.

### Листопадовий чин
Один із керівників Листопадового чину 1918 року у Львові, командувач збройних сил ЗУНР, згодом — державний секретар військових справ ЗУНР, член УНРади від Української радикальної партії. Під час Листопадового чину після розпаду Австро-Угорської імперії, зумів зайняти Львів. Новостворену Українську Галицьку армію очолював 1-3 листопада 1918 (невдовзі її чисельність склала 100000 багнетів), здобув низку вагомих перемог. Запропонував укласти військовий союз з УНР, а згодом підписав договір з УНР у Фастові. Як державний секретар військових справ (міністр) ЗУНР вніс до Української Національної ради законопроєкт про Злуку — об'єднання УНР і ЗУНР. В Універсалі зазначалося: «…Після чотирьох із половиною років муки, ридання й жалоби сповнилась народна воля! Зі сльозами радості сповіщаємо Вам велике слово: вчера упав кордон між українськими землями, і від вчера ми всі вже громадяни великої Народної Республіки… Ще хвиля кровавого зусилля — і слово станеться ділом! З крові і пожежі та руїни встане Велика Україна…».
У травні 1919 року — член делегації на мирній конференції в Парижі. 3 травня 1919 року в складі делегації ЗУНР прибув на мирну конференцію в Париж. На жаль, тут з різних причин не вдалось захистити українські інтереси. Тому полковник Дмитро Вітовський вирішив повернутись до УГА, яка тоді вела разом з військом УНР наступ на Київ.

### Загибель в авіакатастрофі

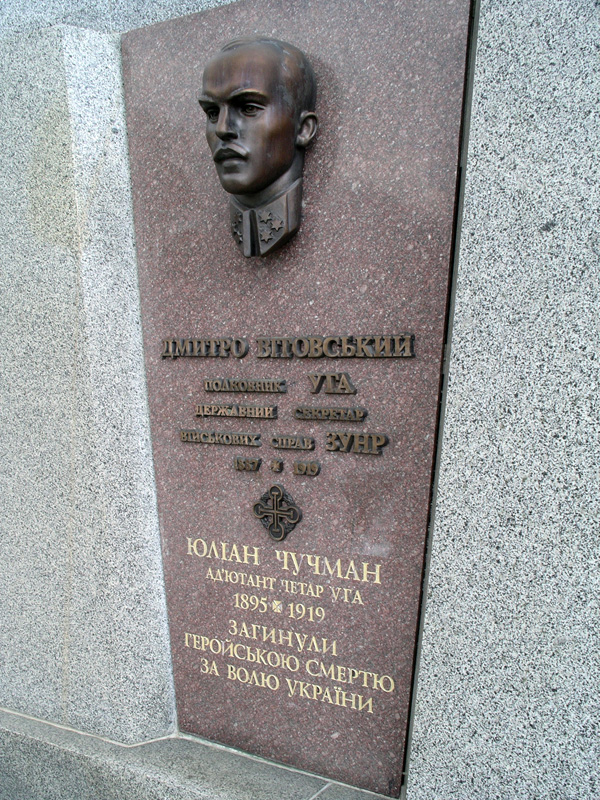
Могила Дмитра Вітовського у Львові на Личаківському цвинтарі.

Повертаючись в Україну, загинув в авіакатастрофі на літаку ВПС УНР Zeppelin-Staaken RXIVa «R-71» під Ратибором (Сілезія) разом із ад'ютантом, чотарем УГА Юліяном Чучманом (1895—1919), повертаючись з мирної конференції, на якій намагався переконати Антанту в необхідності визнати Україну, а не лише Польщу, Чехословаччину і Югославію, новою державою на карті Європи. На момент смерті йому було 31 рік. Донедавна вважалося, що він загинув 4 серпня 1919 року, проте київський історик Павло Гай-Нижник на підставі раніше невідомих документів встановив, що Дмитро Вітовський загинув 2 серпня 1919 року.

### Поховання і перепоховання в Україні
Похований був у Берліні 14 серпня 1919 року на цвинтарі Гугенотів.
25 серпня 1928 року останки були перепоховані на цвинтарі Ст. Гедвіґс-Фрідгоф на Лізенштрассе. На траурному заході, окрім представників української громади Берліна, були присутні українські депутати польського Сейму, які в той час брали участь у роботі з'їзду Міжпарламентського союзу — організації, у яку входили парламенти більшості держав світу: Дм. Левицький (голова делегації), Блажкевич, О. Вислоцький, В. Кохан, Ст. Кузик, О. Луцький, А. Максимович, Дм. Палій, Мілена Рудницька, В. Целевич (всі від партії УНДО), а також полковник Євген Коновалець (у той час голова ОУН), який над могилою зробив виступ.
1 листопада 2002 року прах Дмитра Вітовського було урочисто перепоховано на Личаківському цвинтарі міста Львова; перепохованням опікувався Ференцевич Юрій.

## Літературна творчість
Літературний псевдонім— Гнат Буряк.
Як засновник Стрілецького Фонду, був також засновником його друкованого органу— журналу «Шляхи», в якому й опублікував більшість своїх прозових творів, зокрема: «Із смутно-ясних спогадів» («Шляхи», 1915, ч. 2., с. 63; присвята пам'яті четаря І.Балюка), «Маківка».
Новела «Звіт» була опублікована у літ.-мистецькому збірнику «Тим, що впали» (Львів, 1917).

### Твори
- Із смутно-ясних настроїв

## Вшанування пам'яті
- Встановлено пам'ятники: в селищі Брошнів-Осада (2003), селі Підгороддя біля Рогатина та в рідному селі Медусі (всі — Івано-Франківська область).
- На честь Дмитра Вітовського названо вулиці у Львові, Калуші, Івано-Франківську, Яремчі, Долині, Коломиї, Чорткові, Мукачевому, Ходорові.